# Municipio de Simpson (Arkansas)
El municipio de Simpson (en inglés: Simpson Township) es un municipio ubicado en el condado de Grant en el estado estadounidense de Arkansas. En el año 2010 tenía una población de 2012 habitantes y una densidad poblacional de 10,09 personas por km².

## Geografía
El municipio de Simpson se encuentra ubicado en las coordenadas 34°26′10″N 92°16′51″O / 34.43611, -92.28083. Según la Oficina del Censo de los Estados Unidos, el municipio tiene una superficie total de 199.46 km², de la cual 199,3 km² corresponden a tierra firme y (0,08 %) 0,16 km² es agua.

## Demografía
Según el censo de 2010, había 2012 personas residiendo en el municipio de Simpson. La densidad de población era de 10,09 hab./km². De los 2012 habitantes, el municipio de Simpson estaba compuesto por el 97,86 % blancos, el 0,1 % eran afroamericanos, el 0,4 % eran amerindios, el 0,15 % eran asiáticos, el 0,6 % eran de otras razas y el 0,89 % eran de una mezcla de razas. Del total de la población el 1,39 % eran hispanos o latinos de cualquier raza.